# Montgaillard (Ariège)
Montgaillard è un comune francese di 1 407 abitanti situato nel dipartimento dell'Ariège nella regione dell'Occitania.

## Società

### Evoluzione demografica
Abitanti censiti